# 阎良站
阎良站是位于陕西省西安市阎良区的一个三等铁路车站，隶属西安铁路局铜川车务段，建于1941年，有咸铜铁路和侯阎铁路经过，距咸阳站72公里，距銅川站63公里，距侯馬站280公里，郵政編碼710089。原有车站位于铁路北侧，1972年6月建成新站，1978年接入新建成的侯西铁路，2021年车站进行客运化改造并重建车站站房。

## 历史

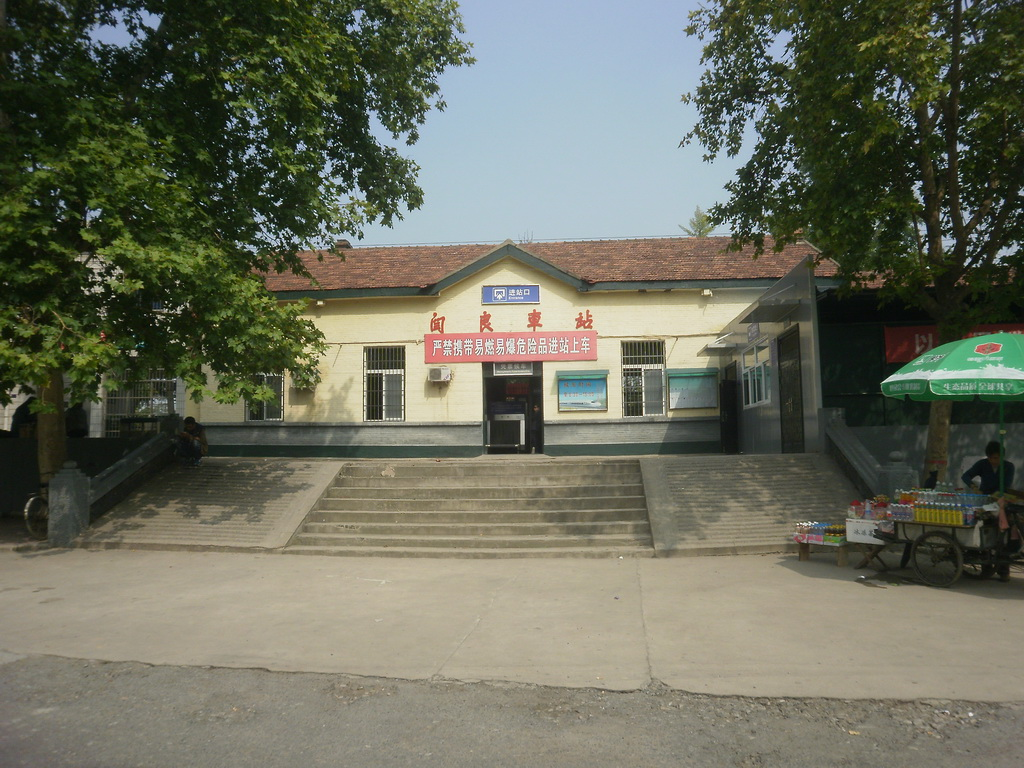
阎良站1972年建成的老站房（摄于2014年）

- 1939年，陇海铁路管理局与陕西省政府商定修建咸铜铁路。根据1936年杨虎城参与的初测第二方案[7]，线路将从咸阳车站引出，经泾阳、三原、阎良、耀县抵达同官（今铜川）。[8]
- 1941年11月，阎良站随咸铜铁路建成，占地面积150亩，站台长百余米，站内有3股道，经营客货运[8]。
- 1958年，铁道部第三勘测设计院设计将侯西铁路接入阎良站。1977年6月该线路韩城至阎良段竣工，并于1978年通车。1980年，阎良站与线路划归西安铁路局管理。[8]
- 1972年6月，阎良站新站房建成。占地面积180亩，屬三等客货站。[8]
- 1990年，阎良站开始使用微机售票。[9]
- 2021年4月10日，阎良站因咸铜铁路电气化改造而临时停办客运业务。[10]2022年7月线路改造完成[11]，建于1972年的老站房被拆除，原址另建有新站房。

## 站线配置

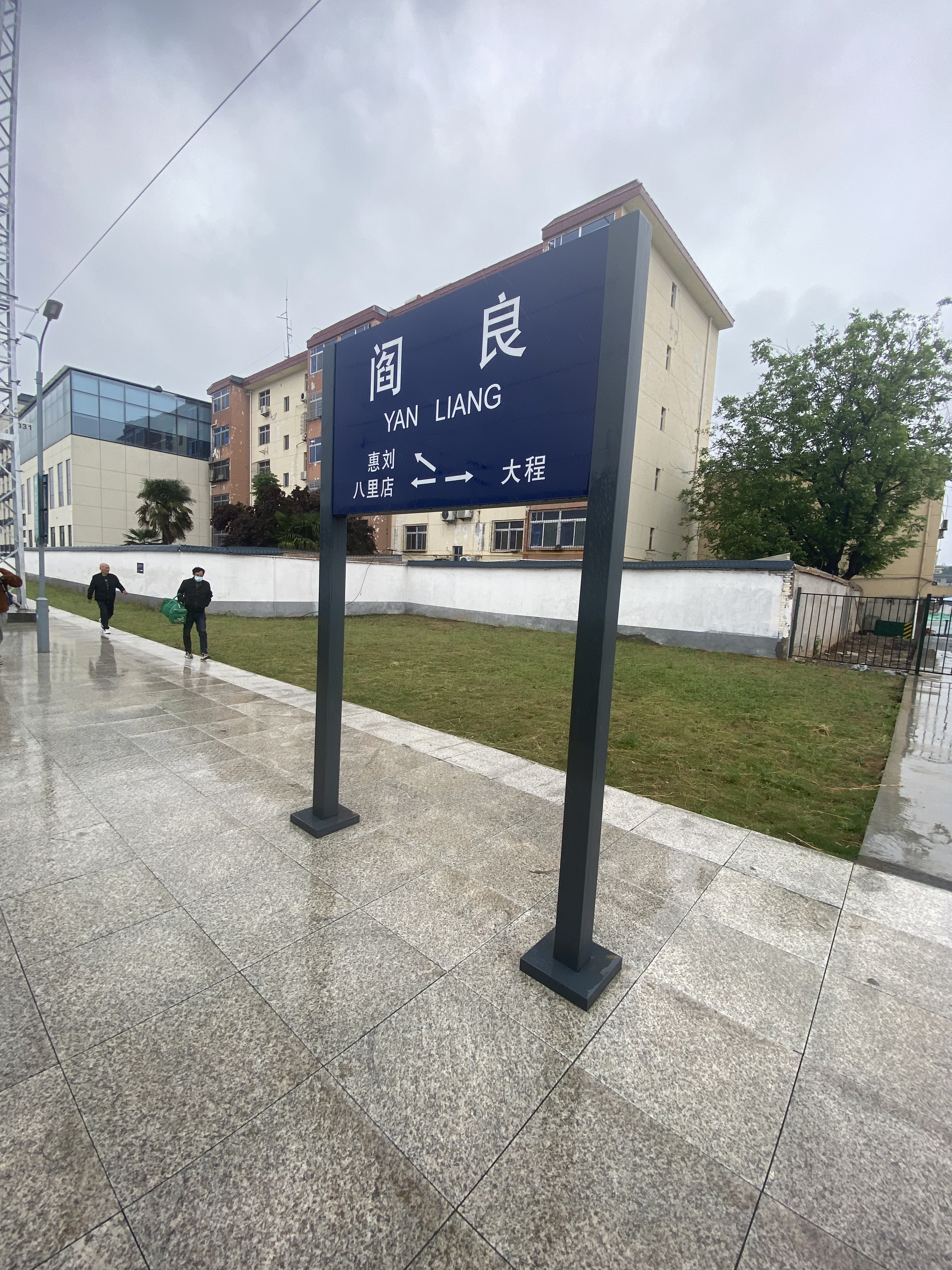
车站站台上的方向指引牌

阎良站站内共有主道8条（含正线2条），其中有6条到发线（长度分别为860米、861米、884米、860米、896米、882米）、1条救援列车存放线（长309米）和1条货物线（长540米）。此外，站内还设有段管线、专用线、三角转头线各1条。